# Liste des rois de Moylurg
Les rois de Moylurg appartenaient à une branche des Síl Muiredaig, et étaient apparentés aux Ua Conchobair, rois de Connacht. Leur ancêtre, Maelruanaidh Mor mac Tadg, était un frère de Conchobar mac Taidg, roi de Connacht 967-973, ancêtre de la famille O'Connor du Connacht.
On dit que Maelruanaidh Mor mac Tadg avait fait le marché suivant : s'il abandonnait toute revendication sur la royauté de la province, il recevrait en échange Moylurg. Sa dynastie est connue sous le nom de clan Mulrooney, qui prit plus tard le nom de MacDermot, et une branche de sa famille fut appelée à son tour MacDermot Roe.
Ci-dessous figure une liste de leurs rois, suivis par leurs chefs de famille jusqu'à l'époque actuelle. Sauf indication contraire, les dates spécifiées sont les dates d'accession et de mort. 

## Les rois de Moylurg
- Maelruanaidh Mor mac Tadg (en), vivant en 956 fondateur de Moylurg et du clan Maelruanaidh.
- Muirchertach mac Maelruanaidh Mor (en)
- Tadhg mac Muirchertach (en)
- Maelruanaidh mac Tadhg (en), vivant en 1080.
- Tadhg Mor mac Maelruanaidh (en), 1120-1124.
- Maelsechlainn mac Tadhg Mor (en), 1124.
- Dermot mac Tadhg Mor (en), 1124-1159, ancêtre du nom MacDermot.
- Muirgius mac Tadhg More (en), 1159-1187.
- Conchobair MacDermot (en), 1187-1196.
- Tomaltach na Cairge MacDermot (en), 1196-1207.
- Cathal Carrach MacDermot, 1207-1215.
- Dermot MacDermott, 1215-1218.
- Cormac MacDermott (en), 1218-1244
- Muirchertach MacDermot, 1245-1265
- Tadhg MacDermot, 1256-1281.
- Dermot Mideach MacDermot, 1281-1287
- Cathal MacDermot, 1288-1294
- Maelruanaidh MacDermot, 1294-1331.
- Tomaltach gCear MacDermot, 1331-1336.
- Conchobhair MacDermot, 1336-1343
- Ferghal MacDermot, 1343-1368.
- Aedh MacDermot, 1368-1393.
- Maelruanaidh MacDermot, 1393-1398.
- Conchobair Og MacDermot, 1398-1404.
- Ruaidri Caech MacDermot, 1404-1421.
- Tomaltach an Einigh MacDermot, 1421-1458.
- Aedh MacDermot, 1458-1465.
- Conochobar Og MacDermot, 1456-1478.
- Ruaidri Og MacDermot, 1478-1486.
- Conchobair MacDermott, 1486-1497.
- Tadhg MacDermot, 1497-1499.
- Cormac MacDermot, 1499-1528.
- Dermot an Einigh MacDermot, 1528-1533.
- Eoghan MacDermot, 1533-1534.
- Aedh na Ab MacDermott, 1534-1549.
- Ruaidri MacDermot, 1549-1568.
- Turlough MacDermot 1568-1576.
- Tadhg MacDermot, 1576-1585, dernier roi de Moylurg.

## Les MacDermot de Carrick
- Brian na Carriag MacDermot, 1585-1595, premier à avoir été appelé "MacDermot de Carrick"
- Conchobar Og MacDermot 1595-1603.
- Brian Og MacDermot, 1603-1636.

## Les chefs du nom
- Turlough MacDermot, 1636-vers 1652, premier à avoir été appelé Chef du nom.
- Cathal Roe MacDermot, vers 1652-vers 1694.
- Hugh MacDermott, vers 1694-1707.

## Princes de Coolavin
- Charles MacDermott, 1707-1758, premier à avoir été appelé prince de Coolavin.
- Myles MacDermot, mort en 1758-1792.
- Hugh MacDermott, docteur en médecine, 1792-1824.
- Charles Joseph MacDermot, juge de paix,1824-1873.
- Hugh Hyacinth O'Rorke MacDermot,1873-1904.
- Charles Edward MacDermot, 1904-1947.
- Charles John MacDermot, 1947-1979.
- Dermot MacDermot, 1979-1989.
- Niall Anthony MacDermot, 1989-2003.
- Rory MacDermot, 2004- The MacDermot, prince of Coolavin, Chef du nom.